# Anemia mirabilis
Anemia mirabilis là một loài dương xỉ trong họ Anemiaceae. Loài này được Brade mô tả khoa học đầu tiên năm 1965.